# ثقبة خشائية
الثقبة الخشائية (بالإنجليزية: Mastoid foramen)‏ هي ثقبة في الحافة الخلفية للعظم الصدغي. وهو ينقل الوريد المشبري الخشائي للجيب السيني؛ والشريان السحائي الخلفي، أحد فروع الشريان القذالي، للأم الجافية.

## الاختلافات
يختلف موقع وحجم الثقبة كثيرا بين الأفراد؛ فقد لا يكون موجودا أحيانا، وقد يكون موجودا في العظم القذالي أو في الدرز بين العظم الصدغي والقذالي.